# Myrmobiota crinitula
Myrmobiota crinitula är en skalbaggsart som först beskrevs av Thomas Casey 1900.  Myrmobiota crinitula ingår i släktet Myrmobiota och familjen kortvingar. Inga underarter finns listade i Catalogue of Life.